# ロバート・ピアポント (第3代キングストン＝アポン＝ハル伯爵)
第3代キングストン＝アポン＝ハル伯爵ロバート・ピアポント（英語: Robert Pierrepont, 3rd Earl of Kingston-upon-Hull、1660年ごろ – 1682年6月）は、イングランド貴族。

## 生涯
ロバート・ピアポント（Robert Pierrepont、1635年ごろ – 1669年4月26日、ウィリアム・ピアポント閣下の息子）と妻エリザベス（Elizabeth、旧姓エヴリン（Evelyn）、サー・ジョン・エヴリンの娘）の息子として、1660年ごろに生まれた。
1676年から1680年までフランスを旅した。1678年夏に祖父ウィリアムが、1680年に大おじ（祖父の兄）にあたる初代ドーチェスター侯爵ヘンリー・ピアポントが死去すると、2人の遺産を継承、ドーチェスター侯爵からはキングストン＝アポン＝ハル伯爵位も継承した（ドーチェスター侯爵位は廃絶）。
エリザベス・パーシーに求婚したが、断られた。
貴族院には一度も登院せず、1682年5月に病気療養のためにフランスに渡ったが、上陸直後の1682年6月にディエップで死去した。生涯未婚であり、爵位と遺産は弟ウィリアムが継承した。